# Nathanael Richards
Ne doit pas être confondu avec Nathaniel Richards.
Nathanael Richards (fl. 1630–1654) est un dramaturge et poète anglais peut-être originaire du Kent. Il est distinct de l'ecclésiastique Nathaniel Richards (1611–1660).

## Œuvres
Richards a publié en 1630 The Celestiall Publican, un poème religieux. La fin de ce poème comporte des épitaphes, notamment de Jacques Ier et Sir Francis Carew, avec une anagramme sur le nom du juge Sir Julius Caesar et des vers d'un ami de l'auteur, Sir Henry Hart, K.B. Ces poèmes ont été réédités avec quelques ajouts en 1641 sous le nom de Poems Sacred and Satyricall, Londres, H. Blunden, 1641.
L'œuvre principale de Richards est sa tragédie de 1640 Messallina, une pièce historique consacrée à l'impératrice Messaline et basée sur les textes de Tacite, Suétone, Pline le Jeune et la sixième satire de Juvénal. Elle comporte des anachronismes, comme l'usage d'armes à feu, et une centaine de vestales y apparaissent sans raison. Cette œuvre est dédiée au vicomte John Carey et accompagnée d'éloges versifiés par Robert Davenport, Thomas Jordan (en), Thomas Rawlins (en), entre autres. C'est une des rares pièces de l'époque dont est indiquée la distribution : celle-ci comportait William Cartwright senior (Claude), John Robinson (Saufellus), Christopher Goad (Silius), John Barret (Messaline) et Thomas Jordan (Lépide).
Certains vers de Richards ont servi de préface à Women Beware Women de Thomas Middleton.